# Phthinosuchus
Phthinosuchus foi um therapsida que viveu no final do Permiano na Rússia. Phthinosuchus é um membro isolado de sua família e subordem, mas Pthinosaurus pode ser um aparentado. Phthinosuchus é um dos mais primitivos therapsida, e seus ancestrais da parte mais inicial do período Permiano ramificado anteriormente da linhagem dos therapsida.
Phthinosuchus parece-se muito com os Sphenacodontídeos, tais como o Dimetrodonte e Sphenacodon. Sua fenestração temporal é maior que a dos Sphenacodontídeos. Phthinosuchus e os outros therapsidas primitivos (Biarmosuchia) são provavelmente de pele escamosa, diversificando, posteriormente, sinápsidas carnívoros.